# Corno Bianco (Adamellogruppe)
Der Corno Bianco 3427 m s.l.m. ist der fünfthöchste Gipfel der Adamellogruppe, nach Adamello, Carè Alto, Dosson di Genova und Monte Falcone. Die Höhenangabe differiert und wird in älteren Karten mit 3434 m s.l.m. angegeben. Der Gipfel ist alpinistisch von untergeordneter Bedeutung. Er beherrscht das Becken des Ghiaccaio Adamello | Vedretta Mandrone von Norden. Von dort verdeckt er sogar den Hauptgipfel der Gruppe, so dass es zu Verwechslungen kommt. Die Nordflanke des Berges war noch in den 1980er Jahren eine fast makellose Firnwand, der er seinen Namen (Weißhorn auf Italienisch) verdankt. Diese Firnwand ist in den letzten Jahren vollständig abgeschmolzen.
Der Gipfel ist nur durch Gletscherbegehung zugänglich, der einfachste Aufstieg führt von Süden über die Westschulter und den Westgrat zum Gipfel. Da der Übergang über die Westschulter zum Passo Brizio, der früher häufig am Aufstieg vom Rifugio Garibaldi zum Adamello begangen wurde, durch Gletscherrückgang nicht mehr zu empfehlen ist (brüchig, steinschlaggefährdet), wird der Gipfel nur noch selten bestiegen.

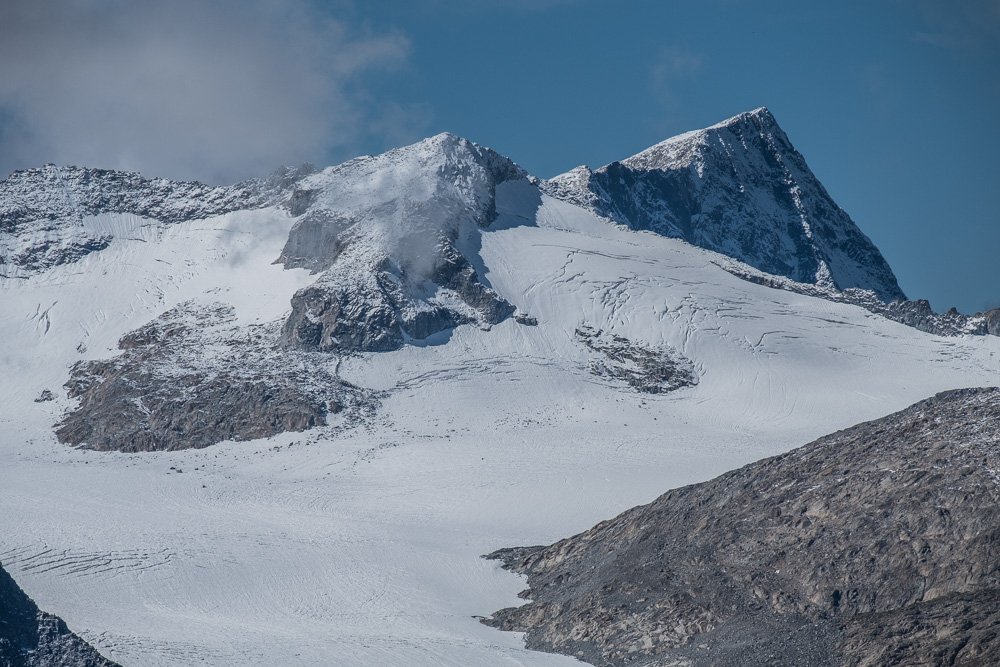
Corno Bianco und Adamello von Nordosten (2018), vom Passo Cercen